# 1927

## Esdeveniments
Països Catalans
- 26 de febrer, Barcelona: s'inaugura el Mercat Galvany, un edifici inclòs en l'Inventari del Patrimoni Arquitectònic de Catalunya.[1]
- 25 de març, Barcelona: La Selecció Catalana de bàsquet juga el primer partit de bàsquet de la seva història.[2]
- 24 de juny, Barcelona:  S'estrena al Teatre Goya Mariana Pineda, de García Lorca, interpretada per Margarida Xirgu i amb decorats de Dalí.[3]
- València: Fundació de la Federació Anarquista Ibèrica (FAI).
- Apareix Taula de Lletres Valencianes.[4]

Resta del món
- 2 de maig, Hollywood, Califòrnia, EUA: s'hi funda l'Acadèmia de les Arts i les Ciències Cinematogràfiques.
- 20 de maig, Jiddah, Aràbia Saudita: Abd-al-Aziz ibn Saüd hi signa amb el Regne Unit el Tractat de Jiddah segons el qual aquest estat reconeix la independència del seu regne (conegut com a regne d'Hijaz i Nejd),[5] que acabarà originant l'Aràbia Saudita el 1932.
- 28 de juny: es funda la companyia aèria Iberia.
- 25 d'octubre, oceà Atlàntic, prop de Rio de Janeiro, Brasil: s'hi enfonsa el transatlàntic italià "Principessa Mafalda" provocant la mort de 314 persones.[6]
- 14 de desembre: la companyia Iberia fa el primer vol comercial entre Madrid i Barcelona.[7]
- Es funda l'Arxiu Nacional de Xile

| Camp                  | Guardonats                                        |
| --------------------- | ------------------------------------------------- |
| Física                | - Arthur H. Compton - Charles Thomson Rees Wilson |
| Química               | - Heinrich Otto Wieland                           |
| Medicina o Fisiologia | - Julius Wagner-Jauregg                           |
| Literatura            | - Henri Bergson                                   |
| Pau                   | - Ferdinand Buisson - Ludwig Quidde               |

## Naixements
Països Catalans
- 1 de gener, Madrid: Carmelina Sánchez-Cutillas i Martínez del Romero, historiadora, novel·lista i poetessa valenciana[8]
- 28 de febrer, Talteüll: Pierrette Prat i Galindo, monja i abadessa del Monestir de Pedralbes[9]
- 6 de març, Barcelona: Maria Teresa Codina i Mir, mestra i pedagoga.[10]
- 7 de març, Barcelona: Josep Maria Espinàs, periodista i escriptor català
- 11 de març, Barcelona: Josep Maria Subirachs i Sitjar, escultor, pintor, gravador, escenògraf i crític d'art català.[11]
- 15 de març, Barcelona: Joan Segarra, futbolista català, jugador del FC Barcelona, conegut com “el gran capità”
- 26 de març, Llers, Alt Empordà: Esther Boix i Pons, pintora i pedagoga catalana[12]
- 17 d'abril, Pego: Dolors Sendra Bordes, compositora i musicòloga valenciana, que investigà la música popular[13]
- 22 d'abril, Barcelona: Montserrat Albet i Vila, musicòloga i pianista catalana[14]
- 17 de maig:
  - Sabadell: Lluïsa Forrellad i Miquel, escriptora catalana.[15]
  - Sabadell: Francesca Forrellad i Miquel, escriptora catalana.
- 27 de maig, València: Concha Alós, escriptora valenciana en llengua castellana[16]
- 19 de juny, Barcelona: Carmina Virgili i Rodon, geòloga, professora i política catalana.[17]
- 26 de juny, Carcaixent, Ribera Alta: José Vidal-Beneyto, filòsof, sociòleg i politòleg valencià.
- 26 de juliol, Barcelona: Joan Reventós i Carner, advocat i polític català, president del Parlament de Catalunya.
- 2 d'agost, Barcelona: Renata Tarragó Fàbregas, guitarrista i professora de música catalana[18]
- 26 d'agost, Agullana: Maria Perxés Santomà, bibliotecària empordanesa[19]
- 28 d'agost, Sant Pau de Fenollet, Occitània: Renada-Laura Portet, escriptora i lingüista rossellonesa.[20]
- 29 d'agost, Barcelona: Rosa Sabater i Parera, pianista i pedagoga catalana[21]
- 8 d'octubre, Sabadell: Joan Serra i Llobet, waterpolista català.
- 26 d'octubre, Palma: Jeroni Albertí i Picornell, polític mallorquí (n. 1927).[22]
- 15 de novembre, Barcelona: Concepció Carreras i Fontserè, bibliotecària catalana[23]
- 20 de novembre, Sabadell: Xavier Oriach i Soler, pintor català (m. 2024).
- 22 de novembre:
  - Sarrià de Ter, Gironès: Emília Xargay i Pagès, pintora, ceramista i escultora catalana[24]
  - Barcelona: Josep Espar i Ticó, empresari, política i activista cultural català

Resta del món
- 1 de gener, Wichita, Kansas, EUA: Vernon Lomax Smith, economista nord-americà, Premi Nobel d'Economia de l'any 2002.

- 13 de gener, Germiston, Sud-àfrica: Sydney Brenner, biòleg sud-africà, Premi Nobel de Medicina o Fisiologia de l'any 2002.
- 26 de gener, Madrid: María Jesús Valdés, actriu espanyola[25]
- 2 de febrer, Filadèlfia, Pennsilvània (EUA): Stan Getz, saxofonista estatunidenc de jazz[26]
- 7 de febrer, Montpeller, França: Juliette Gréco, cantant i actriu francesa.[27]
- 23 de febrer, Marsella: Régine Crespin, soprano francesa[28]
- 24 de febrer, Cheniménil, Vosges, França: Emmanuelle Riva, actriu de cinema i de teatre i poeta francesa[29]

- 1 de març, Hartford (Connecticut): Lucine Amara, soprano estatunidenca.[30]
- 6 de març, Colòmbia, Gabriel García Márquez, escriptor i periodista premi Nobel de literatura.[31]
- 8 de març, Londres: Selma Huxley, historiadora canadenca que estudià la història balenera del País Basc al Canadà al s. XVI[32]
- 9 de març, Madrid: Jaime de Armiñán, escriptor, novel·lista, autor teatral, director i guionista cinematogràfic i televisiu espanyol.[33]
- 12 de març:
  - Würzburg, República de Weimar: Elmar Zeitler, físic alemany que ha centrat les seves activitats científiques en l'aplicació de la microscòpia electrònica.
  - Chascomús (Argentina): Raúl Ricardo Alfonsín, advocat i polític argentí, President de la Nació Argentina entre 1983 i 1989[34]
- 21 de març, Reideburg, Saxònia-Anhalt (Alemanya): Hans-Dietrich Genscher, polític i advocat alemany. Fou ministre d'Afers estrangers de la RFAentre 1974 i 1992[34]
- 24 de març. Wasserburg: Martin Walser, escriptor alemany
- 27 de març:
  - Bakú, República Democràtica de l'Azerbaidjan: Mstislav Rostropóvitx, violoncel·lista d'origen soviètic, nacionalitzat estatunidenc considerat el millor de la seva generació. Premi Internacional Catalunya del 1992[35]
  - Guarromán, Jaén, Miguel Picazo de Dios, cineasta espanyol, director, guionista i actor ocasional  [33]
- 28 de març, 
  - Calcuta, Índia: Vina Mazumdar, acadèmica, feminista pionera en els estudis de les dones a l'Índia i figura destacada del moviment de dones en la post-independència
  - Göteborg: Marianne Fredriksson, escriptora i periodista sueca[36]
- 29 de març, Tardebigg, Worcestershire, Regne Unit: John Robert Vane, químic i farmacòleg anglès, Premi Nobel de Medicina o Fisiologia de l'any 1982[37]
- 2 d'abril, Bochnia, Segona República de Polònia: Jerzy Katlewicz, director d'orquestra i pianista.[38]
- 10 d'abril, Nova York, EUA: Marshall Warren Nirenberg, bioquímic i genetista estatunidenc, Premi Nobel de Medicina o Fisiologia de l'any 1968[39]
- 16 d'abril, Marktl am Inn, Baviera, República de Weimar: Joseph Alois Ratzinger, que esdevindrà papa amb el nom de Benet XVI.[40]
- 17 d'abril, 
  - Halle an der Saale, República de Weimar: Margot Honecker, política alemanya, ministra d'educació de la RDA.
  - Torí, Itàlia: Graziella Sciutti, soprano italiana[41]
- 18 d'abril, Nova York, Estats Units: Samuel Phillips Huntington, politòleg i professor universitari estatunidenc[42]
- 24 d'abril, Maisons-Laffitte: Andrés Aubry, sociòleg i activista francés.
- 25 d'abril, 
  - Madrid: Irene Gutiérrez Caba, actriu espanyola[43]
  - El Franco, Astúries: Corín Tellado, escriptora espanyola[44]
  - Fismes, França: Albert Uderzo, autor de còmics francès[45]
  - Coblença, Alemanya: Rosemarie Fendel, actriu alemanya[46]
- 27 d'abril,
  - Basilea, Suïssa: Karl Alexander Müller, físic suís, Premi Nobel de Física de l'any 1987.[47]
  - Marion, Alabama: Coretta Scott King, activista estatunidenca, líder de la comunitat negra[48]
- 7 de maig, 
  - Estocolm (Suècia): Elisabeth Söderström, soprano i directora d'òpera sueca[49]
  - Colònia: Ruth Prawer Jhabvala, novel·lista i guionista britànica d'origen alemany, guanyadora dels premis Bafta i Oscar [50]
- 9 de maig, Bochum, Alemanya: Manfred Eigen, físic i químic alemany, Premi Nobel de Química de l'any 1967[51]
- 10 de maig, Milà: Miuccia Prada, dissenyadora italiana de moda i empresària de Prada i Miu Miu.[52]
- 22 de maig, Budapest, Hongria: George Andrew Olah, químic nord-americà d'origen hongarès, Premi Nobel de Química de l'any 1994 [53]
- 9 de juny, Verona (Itàlia): Franco Donatoni, compositor italià[54]
- 10 de juny, Budapest, Hongria: Ladislau Kubala Stecz, futbolista i entrenador de futbol d'origen eslovaco-hongarès, considerat un dels millors jugadors de la història.[55]
- 15 de juny:
  - Vílnius, Lituània: Andrzej Wróblewski, pintor figuratiu
  - Rímini, Itàlia: Hugo Pratt, dibuixant de còmic italià, autor de la sèrie del Corto Maltès[56]
- 24 de juny, Nova York, EUA: Martin Lewis Perl, físic nord-americà, Premi Nobel de Física de l'any 1995[57]
- 28 de juny, Delaware, Ohio (EUA): Frank Sherwood Rowland, químic estatunidenc, Premi Nobel de Química de l'any 1995[58]
- 30 de juny, Sussa, (Tunísia): Sleim Ammar, psiquiatra, psicoanalista i poeta tunisià
- 3 de juliol, Teuven, Valònia, Bèlgica: Charles Vandenhove, arquitecte való.
- 4 de juliol, Subiaco: Gina Lollobrigida, actriu i reportera fotogràfica italiana
- 6 de juliol, Merced, Califòrnia, EUA: Janet Leigh, actriu de cinema estatunidenca
- 9 de juliol, Alexandria, Estats Units: Alma Carlisle, arquitecta afroamericana.[59]
- 11 de juliol, Cúllar: Gregorio Salvador, filòleg i lingüista espanyol.
- 13 de juliol, Niça, França: Simone Veil, advocada i política francesa, ha estat ministra i presidenta del Parlament Europeu.[60]
- 19 de juliol, Montrove, Espanya: María Wonenburger, matemàtica i investigadora gallega.[61]
- 20 de juliol, Dresden (Alemanya): Michael Gielen,compositor i director d'orquestra nacionalitzat austríac[62]
- 27 de juliol, La Goulette, Tunísia: Gisèle Halimi, advocada, activista feminista i política franco-tunisiana[63]
- 28 de juliol, Rochester, Nova York, Estats Units: John Ashbery, poeta estatunidenc destacat de la segona meitat del segle xx (m. 2017).[64]
- 31 de juliol, Mola di Bari, Pulla, Itàliaː Cecilia Mangini, fotògrafa i primera directora de cinema documental italiana[65]
- 9 d'agost, Westhougton, Lancashire, Anglaterra: Robert Shaw, actor, guionista i escriptor anglès.[66]
- 23 d'agost, Atlantic City (Nova Jersey): Allan Kaprow, pintor estatunidenc, pioner a l'establiment dels conceptes d'art de performance[67]
- 24 d'agost, Chicago, Illinois, EUA: Harry Markowitz, economista Premi Nobel d'Economia de 1990.
- 28 d'agost, Nova York: Betty Twarog, bioquímica estatunidenca que trobà serotonina en el cervell dels mamífers[68]
- 2 de setembre, Lech am Arlberg, Àustria: Trude Beiser, esquiadora austríaca.[69]
- 4 de setembre, Boston, Massachusetts (EUA): John McCarthy, matemàtic estatunidenc[70]
- 16 de setembre, Tòquio: Sadako Ogata, diplomàtica japonesa, Alta Comissionada de les Nacions Unides per als Refugiats[71]
- 19 de setembre, París, França: Hélène Langevin-Joliot, física nuclear francesa, investigadora, de la família Curie.[72]
- 3 d'octubre, Illa de Baffin, Canadà: Kenojuak Ashevak, artista inuit[73]
- 8 d'octubre, Bahía Blanca, Argentina: César Milstein, bioquímic Premi Nobel de Medicina o Fisiologia de l'any 1984
- 15 d'octubre, Cartagena: Teresa Arroniz i Bosch, escriptora i periodista espanyola[74]
- 16 d'octubre, Gdańsk, Polònia: Günter Grass, escriptor alemany guardonat amb el Premi Nobel de Literatura el 1999.[75]
- 18 d'octubre, Wise, Virgínia, (EUA): George C. Scott, actor, director de cinema i productor estatunidenc[76]
- 20 d'octubre, Encrucijada, Cuba: Abel Santamaría, líder del moviment revolucionari cubà[77]
- 23 d'octubre, Fairfield (Washington) (EUA): Edward Kienholz, artista estatunidenc especialitzat en instal·lacions.[78]
- 4 de desembre: 
  - Rafael Sánchez Ferlosio, escriptor espanyol.
  - Palazzolo dello Stella, Udine, Gae Aulenti, arquitecta italiana[79]
- 20 de desembre, Koje-gun, Kyongsang del Sud, Corea: Kim Young-sam, polític coreà, president de Corea del Sud[80]
- 25 de desembre: Ram Narayan, músic indi.

- Torí: Guido Ceronetti, poeta, filòleg, traductor, dramaturg i filòsof italià

## Necrològiques
Països Catalans
- 8 de gener, Figueres: Enriqueta Paler i Trullol, poetessa catalana (n. 1842).[81]
- 31 de gener, Barcelona: Josep Pin i Soler, escriptor català (n. 1842).[82]
- 22 de febrer, Sabadell: Francesc de Paula Bedós i Arnal, metge, escriptor i bibliòfil català.
- 28 de maig, València: Francesc Almarche i Vázquez, historiador valencià (51 anys).
- 22 de novembre, Barcelona: Francesc Gimeno i Arasa, pintor i dibuixant català (69 anys).
- 26 de desembre, Barcelona: Concepció Pallardó i Guillot, actriu catalana.[83]

Resta del món
- 2 de març, Schmölen: Marie Lipsius, àlies La Mara, escriptora alemanya, historiadora de la música (n. 1837).[84]
- 5 de març, Viena, Àustria: Franz Mertens, matemàtic alemany (n. 1840).
- 17 de març, Colombes, Victorine Meurent va ser una pintora francesa i també una model de pintors (n. 1844).[85]
- 31 de març, Qingdao, Shandong (Xina): Kang Youwei (en xinès simplificat: 康有为),Intel·lectual, pensador, reformista i cal·lígraf que va viure durant els darrers anys de la dinastia Qing i els primers anys de la República (n. 1858).[86]
- 6 de març, Londres: Marie Spartali Stillman, pintora prerafelita britànica, per a molts la millor artista d'aquest moviment (n. 1844).[87]
- 9 de maig, Madrid: Lucrecia Arana, cantant espanyola (n. 1867).[88]
- 11 de maig, Boulogne-Sur-Seine, França: Juan Gris, pintor espanyol (40 anys).[89]
- 12 de maig, Neuilly-sur-Seine: Louise Catherine Breslau, pintora suïssa nascuda a Alemanya (n. 1856).[90]
- 29 de maig, Schaarbeek, Bèlgica: Georges Eekhoud, escriptor (n. 1854).[91]
- 9 de juny, Anglaterra: Victòria Woodhull, líder estatunidenca del moviment sufragista.[92]
- 5 de juliol, Heidelberg, República de Weimar: Albrecht Kossel, metge i bioquímic alemany, Premi Nobel de Medicina o Fisiologia de l'any 1910[93]
- 8 de juliol, Berlín: Rudolf von Milde, baríton alemany.
- 13 d'agost, Londres: Marianne Stokes, pintora austríaca, una de les principals artistes de l'Anglaterra victoriana i pre-rafaelita[94]
- 19 d'agost, Viena: Vilma Glücklich, activista feminista, promotora de reformes educatives i pacifista (n. 1872).[95]
- 12 de setembre: 
  - Camaiore, Gran Ducat de Toscana: Guido Papini, violinista i compositor italià[96]
  - Wilbraham, Massachusetts: Sarah Frances Whiting, astrònoma i física americana, instructora de diversos astrònoms[97]
- 14 de setembre, Niça: Isadora Duncan, ballarina i coreògrafa estatunidenca, creadora de la dansa moderna[98]
- 29 de setembre, Leiden, Holanda del Sud: Willem Einthoven, metge neerlandès, Premi Nobel de Medicina o Fisiologia de 1924 [99]
- 2 d'octubre, Estocolm, Suècia: Svante August Arrhenius, químic suec, premi Nobel del 1903 (68 anys)[100]
- 5 de desembre, Berlín: Richard Eilenberg, compositor alemany.
- 15 de desembre, París, Elsa von Freytag-Loringhoven, primera artista dadaista[101]
- EUA: Edwin Litchfield Turnbull, compositor.